# Rundfunk der DDR

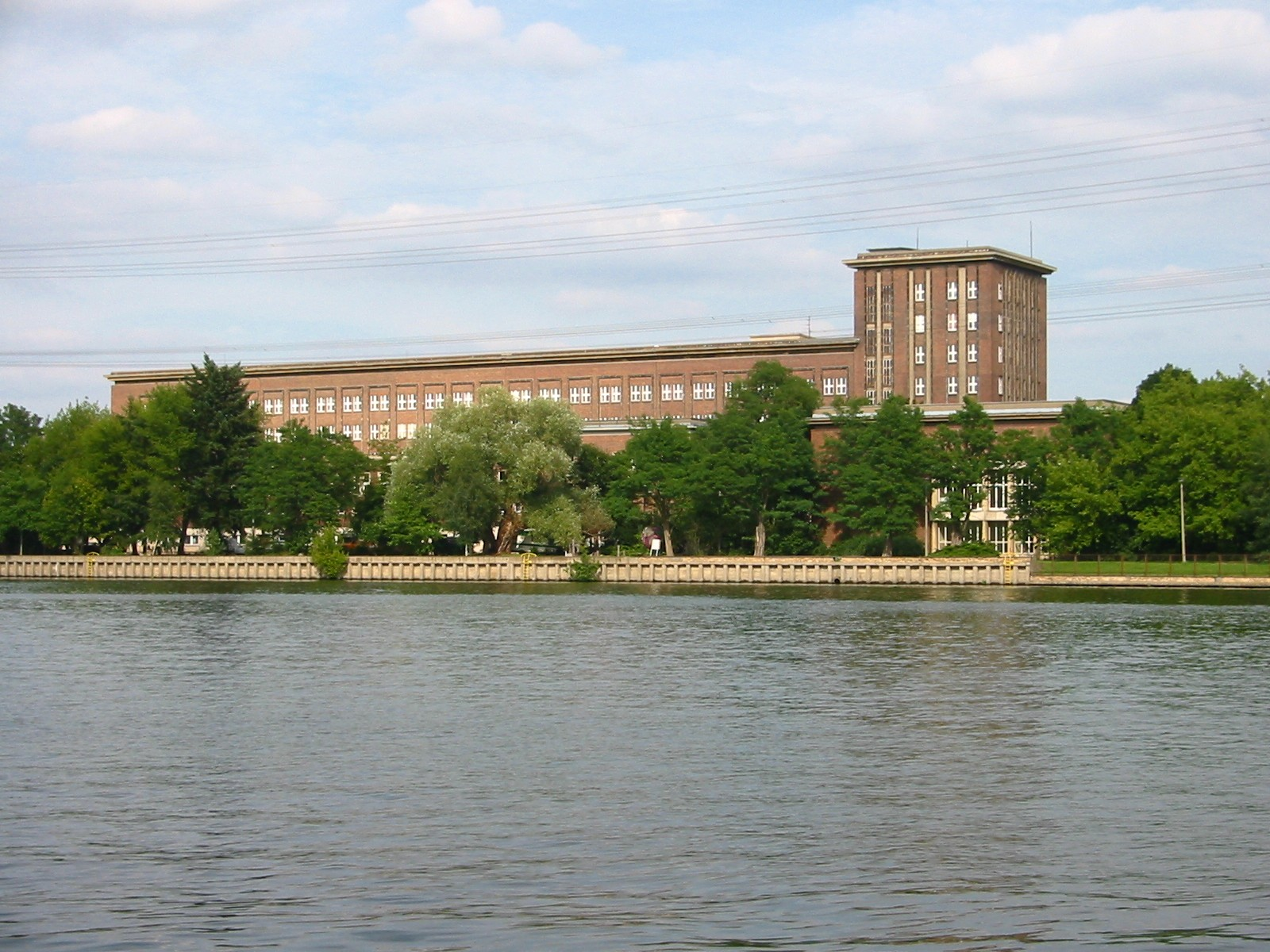
La Funkhaus Nalepastraße a Berlino (2005).

La Rundfunk der DDR (letteralmente "radioemissione circolare della Repubblica Democratica Tedesca") è stata l'azienda di stato per le trasmissioni radiofoniche della Repubblica Democratica Tedesca (RDT) dal 1952 fino alla riunificazione tedesca, continuando fino al 1991 come Funkhaus Berlin (Broadcasting Center Berlin). La sede era situata nella Funkhaus Nalepastraße a Berlino Est.

## Storia

### Dopoguerra
Le stazioni anteguerra della Deutschlandsender, attive sotto il controllo del Reichsministerium für Volksaufklärung und Propaganda di Joseph Goebbels come Großdeutscher Rundfunk, furono chiuse dagli Alleati con la resa della Germania nel maggio 1945. Il 13 maggio 1945, l'Amministrazione militare sovietica in Germania (SMAD) avviò un servizio radiofonico per la popolazione di Berlino chiamato Berliner Rundfunk, operando da quello che sarebbe diventato il settore britannico di Berlino Ovest. La stazione fu gestita da Walter Ulbricht.
Quando furono istituiti i tre settori d'occupazione occidentali a Berlino, la zona americana ottenne la stazione Rundfunk im amerikanischen Sektor (RIAS), mentre l'amministrazione britannica istituì la Nordwestdeutscher Rundfunk (NWDR). Nel 1948, il controllo della NWDR fu trasferito al governo provvisorio della Germania Ovest (divenendo in seguito la Sender Freies Berlin), mentre la RIAS rimase sotto il controllo diretto degli americani.
Il 15 Settembre 1952, la SMAD trasferì formalmente il controllo delle trasmissioni nella RDT al governo della Germania Est.

### Muro di Berlino

L'aumento delle ore di trasmissione della Rundfunk der DDR tra il 1965 e il 1989.

Dopo la costruzione del muro di Berlino nell'agosto 1961, la RDT iniziò un programma per cercare di impedire ai suoi cittadini di ascoltare le trasmissioni della RIAS e della Sender Freies Berlin (SFB), la filiale locale del consorzio tedesco occidentale ARD. La Libera Gioventù Tedesca, l'organizzazione giovanile ufficiale del Partito Socialista Unificato della RDT, avviò la campagna Blitz contra Natosender ("Fulmini contro le trasmittenti NATO") per incoraggiare i giovani a rimuovere o spegnere le antenne rivolte a ovest. Il termine Republikflüchtige ("Defezione tramite televisione") veniva spesso impiegato per descrivere la pratica diffusa di vedere la Westfernsehen ("TV occidentale").
La RDT istituì anche un programma per disturbare (jamming) i segnali stranieri, sia di trasmissioni a onde corte provenienti da emittenti internazionali come la BBC sia di emittenti locali come la RIAS. Fu realizzata una rete di stazioni per il jamming in grado di coprire l'intero paese. Tuttavia, i tentativi di disturbare le trasmissioni da Berlino Ovest furono presto abbandonati poiché era quasi impossibile farlo perfettamente senza disturbare la ricezione all'interno della Germania Est e rischiando anche un contro-jamming dalle stazioni tedesche orientali.
Ciò nonostante, le persone continuarono (o tentavano) di ascoltare le trasmissioni della RIAS e della SFB/ARD. Nel 1981, fu fatto un nuovo tentativo per distogliere i radioascoltatori della RDT, specialmente i giovani, dalle trasmissioni occidentali lanciando la stazione radio DT64. Nel 1985 vi erano nel paese 6 646 500 radio, circa 39,9 ogni 100 abitanti.

### Dopo la caduta del muro
Dopo la caduta del muro di Berlino nel novembre del 1989, la Rundfunk der DDR iniziò a cessare le proprie attività dal momento che furono introdotti i servizi della Germania Ovest e che le stazioni della RDT furono rinominate e riorganizzate in vista dell'adesione del paese al sistema ARD dal 1º gennaio 1992.
In prossimità della riunificazione nell'ottobre 1990, furono create due nuove emittenti pubbliche (Ostdeutscher Rundfunk Brandenburg a est e Mitteldeutscher Rundfunk a sud), mentre due emittenti pubbliche preesistenti della GDR espansero la loro copertura (Norddeutscher Rundfunk dal nord della Repubblica Federale al nord dell'intero paese, e Sender Freies Berlin da Berlino Est all'intera città).
Nel 1994, RIAS si unì con la Deutschlandsender Kultur della ex RDT per diventare la DeutschlandRadio Berlin e successivamente la Deutschlandradio Kultur.

## Stazioni

### Nazionali
- Radio DDR 1 - informazioni e dibattiti
- Radio DDR 2 - cultura ed educazione con programmi regionali trasmessi al mattino
- Berliner Rundfunk - la stazione locale per Berlino, concentrata sui fatti di Berlino Est
- DT64 - stazione dedicata ai giovani
- Ferienwelle - un servizio radiofonico festivo che trasmetteva sulla costa del Baltico da maggio a settembre.
- Messewelle - una stazione rivolta all'occidente durante la fiera del commercio di Lipsia a marzo e settembre.

### Internazionali
- Radio Berlin International – un servizio in lingua straniera
- Berliner Welle – il servizio orientale per Berlino Ovest.
- Deutschlandsender – il servizio internazionale pangermanico, attivo dal 1953 al 1971 e nel 1990
- Stimme der DDR – "La voce della RDT", un servizio internazionale in lingua tedesca attivo dal 1971 al 1990 e formato dalla fusione di Berliner Welle e Deutschlandsender.

### Clandestine
- Deutscher Freiheitssender 904 – destinata agli ascoltatori della Germania Ovest (1956-1971).
- Deutscher Soldatensender 935 – destinata alle forze armate della RFT (1960-1972).
- Radio Vltava – destinata agli ascoltatori in Cecoslovacchia (1968-1969).

### Stazioni sovietiche
L'Unione Sovietica mantenne un servizio radiofonico per le sue truppe sul suolo della RDT, Radio Volga, che trasmetteva in bassa frequenza a 261 kHz. Il servizio estero sovietico veniva trasmesso dalla Germania Est in onde medie a 1323 kHz. Radio Volga fu chiusa quando le ultime truppe sovietiche lasciarono il territorio tedesco.
Nelle caserme militari sovietiche, il Programma 1 della televisione centrale sovietica veniva trasmesso in bassa potenza per i soldati, in una maniera simile alle trasmissioni localizzate della AFN, SSVC, e FFB a ovest. L'ultimo trasmettitore russo è stato chiuso nel 1994.